# Finanzgericht Bremen
Das Finanzgericht Bremen (FG Bremen) ist das einzige Gericht der Finanzgerichtsbarkeit des Bundeslandes Bremen.

## Gerichtsbezirk und Sitz

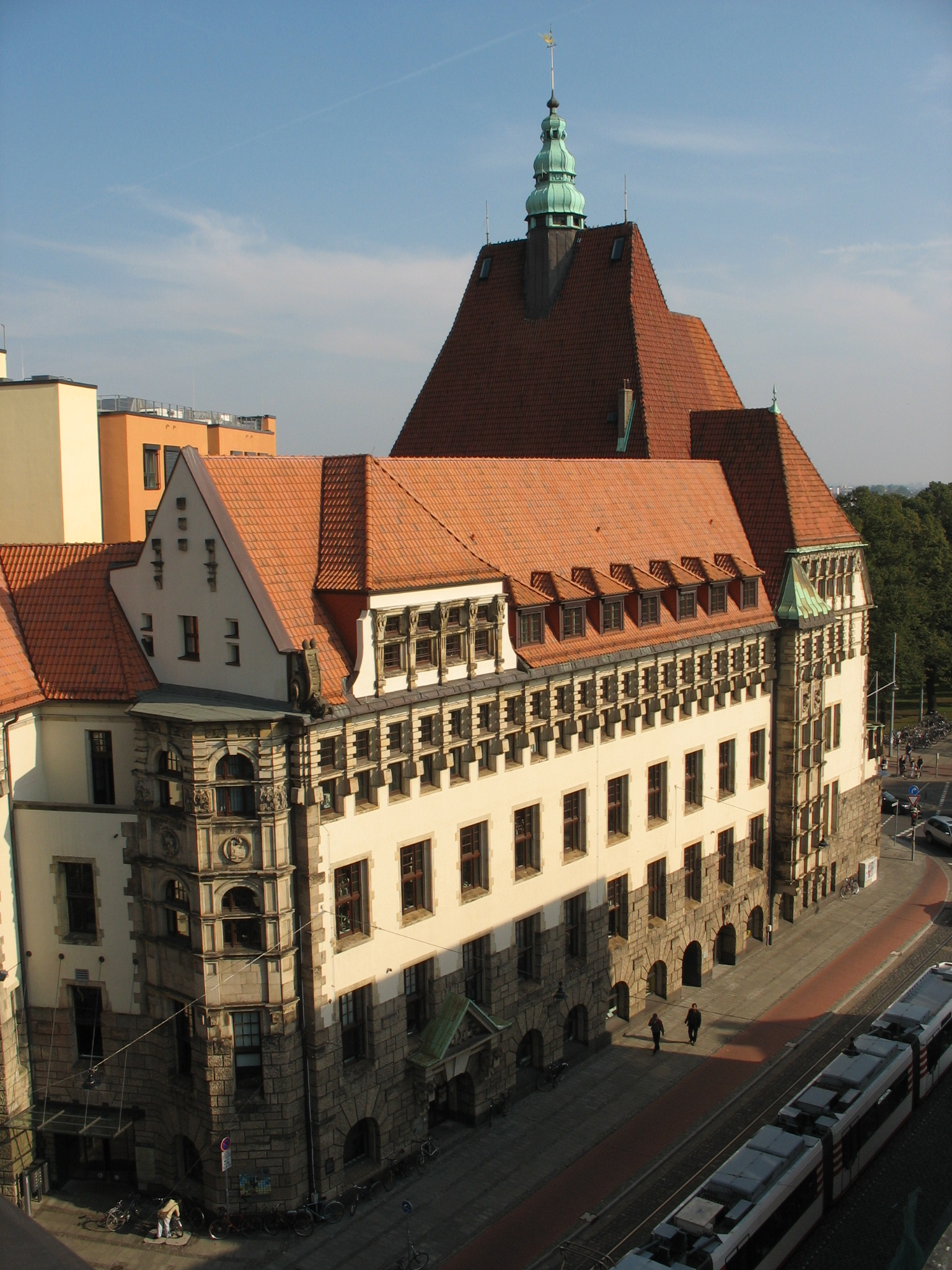
Ehemaliges Polizeihaus, in dem sich heute das Fachgerichtszentrum Bremens befindet

Der Gerichtsbezirk ist das Bundesland Bremen, also die Städte Bremen und Bremerhaven; Sitz des Finanzgerichts ist die Hansestadt Bremen.
Das FG Bremen ist im Fachgerichtszentrum im ehemaligen Polizeihaus untergebracht. Die Anschrift des Gerichtes lautet:
Finanzgericht Bremen, Am Wall 198, 28195 Bremen. Der Nachtbriefkasten des Gerichts befindet sich am Eingang des Justizzentrums Am Wall – Am Wall 198, 28195 Bremen.

## Geschichte
Sogenannte „Finanzgerichte“ wurden nach dem Ersten Weltkrieg im Zusammenhang mit der Errichtung einer einheitlichen Finanzverwaltung im gesamten Deutschen Reich errichtet. Es handelte sich jedoch noch nicht um eigentliche Gerichte, sondern um Gliederungen der Finanzämter, die mit Finanzbeamten besetzt waren und sich mit der Behandlung von Beschwerden in Abgabenangelegenheiten befassten.
Durch den Erlass über die Vereinfachung der Verwaltung vom 28. August 1939 wurden diese Stellen aufgehoben, durch das Gesetz Nr. 36 des Alliierten Kontrollrates über die Wiedererrichtung der Verwaltungsgerichte vom 15. Oktober 1946 nach dem Zweiten Weltkrieg aber wieder eingeführt. In Bremen ordnete der Senator für Finanzen mit Erlass vom 22. März 1948 eine neue Besetzung des Finanzgerichtes beim Oberfinanzpräsidenten und die Aufnahme der Tätigkeit zum 1. April 1948 an. Organisatorisch wurde das „Finanzgericht“ in Bremen durch einen Erlass vom 8. September 1954 mit Wirkung zum 1. September 1954 von der Oberfinanzdirektion getrennt.
Auf Bundesebene wurden die Finanzgerichte durch das Gesetz über Maßnahmen auf dem Gebiete der Finanzgerichtsbarkeit vom 22. Oktober 1957 zu selbständigen Gerichten. Für das Bundesland Bremen bestimmte das bremische Gesetz über die Finanzgerichtsbarkeit vom 21. Dezember 1957 die Errichtung des Finanzgerichts Bremen. Es wurde hierdurch mit Wirkung zum 1. Januar 1958 ein selbstständiges und organisatorisch von den Finanzbehörden getrenntes Gericht.
Innerhalb der Behördenstruktur unterstand das Finanzgericht zunächst dem Senator für Finanzen, seit 1972 untersteht es der Dienstaufsicht des Senators für Justiz.

## Instanzenzug
Da die Finanzgerichtsbarkeit zweistufig aufgebaut ist, stellt das Finanzgericht Bremen die erste und einzige Tatsacheninstanz dar. Übergeordnetes Gericht ist der Bundesfinanzhof.

## Leitung
- 1. Juli 1964 bis 1972: Werner Plischka
- 20. November 1972 bis 1990: Eckart Ranft
- 1. Juli 1990 bis 2002: Hans-Jürgen Ziemann
- Dezember 2002 bis 2022: Lutz Hoffmann
- Seit 2023: Gerlind Wendt[1][2]

## Organisation
Das FG Bremen besteht aus zwei Senaten als Spruchkörpern, die mit jeweils drei Berufsrichtern besetzt sind. Am Gericht sind insgesamt vier Richter beschäftigt, von denen jeder jeweils zwei Senaten angehört. Die Zuständigkeit der Senate richtet sich nach dem Geschäftsverteilungsplan des Finanzgerichtes Bremen.